# 폴 클로돈
폴 클로동(Paul Claudon, 1919년 9월 5일 ~ 2002년 7월 5일)은 프랑스의 영화 프로듀서, 각본가, 배우이다.
파리에서 사망하였다.

## 영화
- 단순한 인간 (1991년)
- 어쩔 수 없는 사정 (1989년)
- 투 머치 (1984년)
- 바보들의 왕 (1981년)
- 손수건을 꺼내라 (1978년)
- 고환 (1974년)
- 그레이트 러브 (1969년)